# John Brown (sénateur)
Pour les articles homonymes, voir John Brown (homonymie) et Brown.
John Brown (12 septembre 1757 - 29 août 1837) était un sénateur du Kentucky.

## Biographie
Brown a représenté la Virginie au Congrès continental (1777-1778), puis à la première mandature de la Chambre des représentants du Congrès américain (1789-1791). Pendant cette mandature, il a porté le projet de loi accordant le statut d'État au Kentucky dont il deviendra le sénateur (1792-1805).